# Daisuke Takahashi (piłkarz)
Daisuke Takahashi (jap. 高橋 大輔 Takahashi Daisuke; ur. 18 września 1983) – japoński piłkarz występujący na pozycji pomocnika.

## Kariera klubowa
Od 2006 do 2012 roku występował w klubach Oita Trinita i Cerezo Osaka.